# Sylvain Calzati
Sylvain Calzati (Lyon, 1 juli 1979) is een voormalig Frans wielrenner.

## Carrière
Sylvain Calzati werd beroepswielrenner in 2003 bij het (toen nog) kleine Team Barloworld. Hij viel echter pas op toen hij een jaar later, voor zijn nieuwe ploeg R.A.G.T. Semences de Ronde van de Toekomst won en tweede werd in de Ster van Besseges. Het leverde Calzati, die een behoorlijk klimmer is, een contract op bij Ag2r, voor wie hij in de Ronde van Frankrijk mocht starten. Daarin won hij de 8e etappe, tot nog toe de grootste overwinning in zijn carrière. In 2009 stapte hij over naar Agritubel. Deze formatie hield in 2010 op te bestaan en hierop trok hij naar het nieuwe Team Sky. In 2011, tevens zijn laatste jaar als prof, kwam hij voor het Franse team Bretagne-Schuller uit.

## Belangrijkste overwinningen
2001
- 4e etappe Ronde van Gironde

2004
- Eindklassement Ronde van de Toekomst

2006
- 8e etappe Ronde van Frankrijk

## Resultaten in voornaamste wedstrijden
| Jaar | Ronde van Italië | Ronde van Frankrijk | Ronde van Spanje |
| ---- | ---------------- | ------------------- | ---------------- |
| 2004 |                  | 71e                 |                  |
| 2005 |                  | opgave              |                  |
| 2006 | 79e              | 33e (1)             |                  |
| 2007 |                  | opgave              |                  |
| 2009 |                  | 55e                 |                  |

| Jaar | Milaan-San Remo | Luik-Bast.‑Luik | Waalse Pijl |  | WK op de weg |  | Wereldranglijsten |
| ---- | --------------- | --------------- | ----------- |  | ------------ |  | ----------------- |
| 2004 |                 |                 |             |  |              |  |                   |
| 2005 |                 |                 | 110e        |  |              |  |                   |
| 2006 |                 |                 |             |  | 93e          |  | 121e (UPT)        |
| 2007 | 102e            | 100e            |             |  |              |  |                   |
| 2009 |                 | 89e             | 86e         |  |              |  |                   |